# جورج هنتر (سياسي)
جورج هنتر (بالإنجليزية: George Hunter)‏ هو سياسي نيوزلندي، ولد في 1821، وتوفي في 1880. انتخب عضو مجلس النواب نيوزيلندا عن دائرة Wellington (New Zealand electorate) ‏ (1871 – 1879).